# Seminario vescovile di Crema
Il Seminario vescovile di Crema è l'istituzione della diocesi per la formazione dei futuri presbiteri. Per quanto permane la figura del rettore dall'anno 2018 gli studi teologali vengono frequentati nei seminari interdiocesani.

## Storia

### Fondazione e prima sede

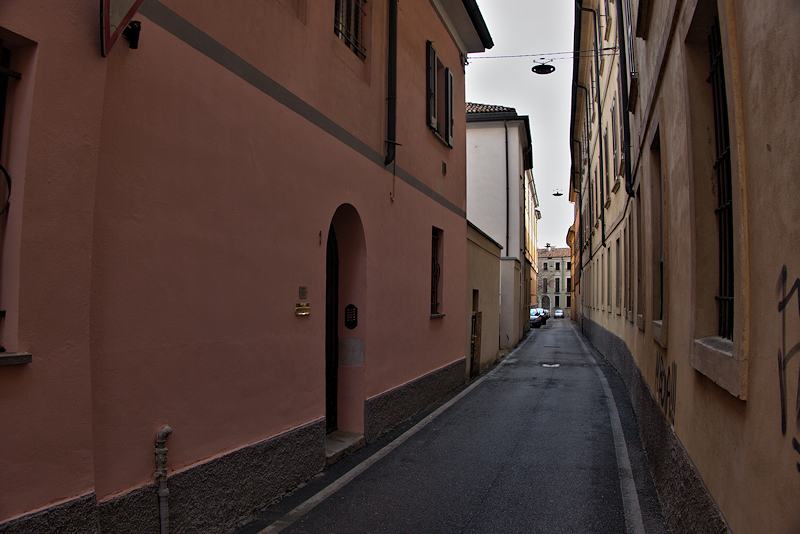
Via Vincenzo Petrali, già Contrada del Seminario vecchio ove sorse la prima sede.

Dopo la nascita della diocesi di Crema la decisione di istituire il seminario fu presa durante il primo sinodo del 15 settembre 1583 ad opera del vicario del vescovo Gerolamo Diedo, monsignor Eugenio Sabino giunto da Roma, il quale stabilì che, secondo le disposizioni del Concilio di Trento, tutti i beneficiati pagassero mezza decima.
Quale sede venne individuato un vecchio edificio collocato nell’attuale via Vincenzo Petrali, una strada ancora nel XIX secolo identificata come Contrada del Seminario vecchio.
Nel 1584 mons. Diedo assegnò al Seminario alcuni benefici per renderlo autonomo sotto il punto di vista finanziario levandoli ad alcune parrocchie: due (detti del Santo Sepolcro) dalla chiesa della Santissima Trinità, uno dalla chiesa di San Martino di Capergnanica , due detti di Sant'Ambrogio e di Santa Margherita della chiesa di Santo Stefano di Bagnolo Cremasco, due detti di San Michele e di San Lorenzo a Offanengo ed uno della chiesa San Donnino di Credera. A questi se ne aggiunse uno ulteriore nel 1585, detto il Benedetto per volontà di papa Sisto V che permetteva così di raggiungere la rendita annua di 500 scudi d’oro.

### La seconda sede

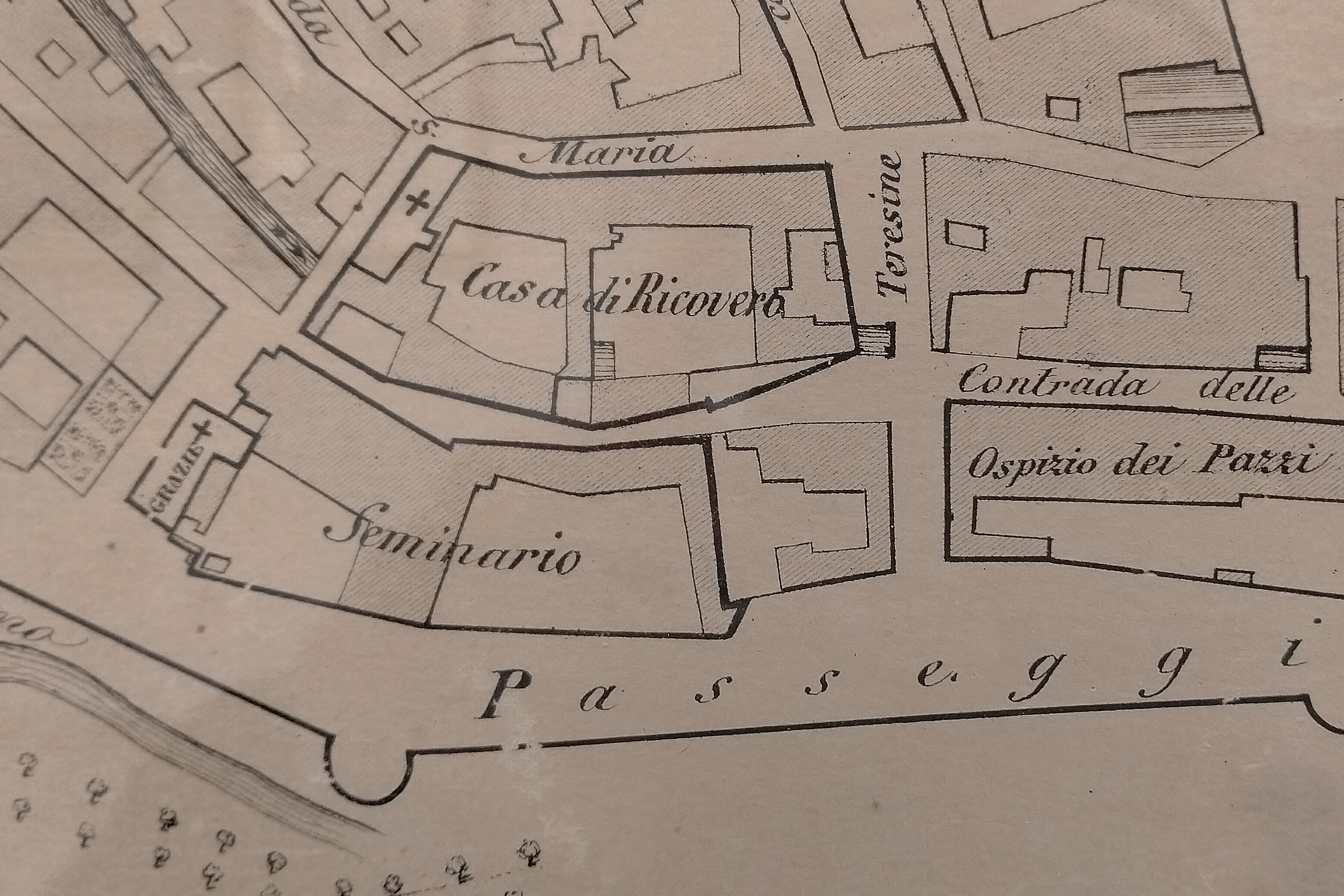
Estratto della "Pianta della Regia Città di Crema" di Carlo Donati, 1857 circa, con la seconda sede del seminario (1623-1937)

Nel 1567 papa Pio V aveva soppresso l'ordine degli Umiliati tra i quali quello dei Santi Filippo e Giacomo che si collocava nella parte meridionale della città in prossimità delle mura; il suo successore, papa Gregorio XIII, ne assegnava i fondi alla neonata mensa vescovile. 
Nel 1583 monsignor Gerolamo Ragazzoni durante la sua visita apostolica ordinò che la vetusta chiesa fosse demolita, operazione che avvenne nel 1592, mentre dal 1601 venne eretta la chiesa di Santa Maria delle Grazie. 

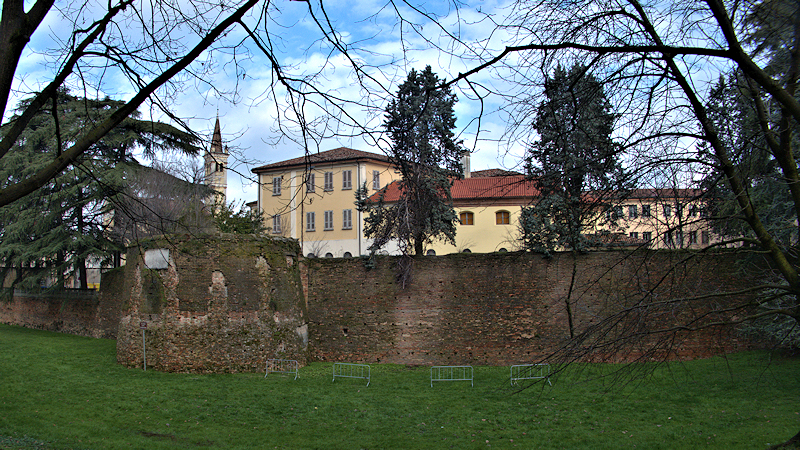
L'edificio sede del seminario dal 1623 al 1937.

Nel frattempo la casa degli Umiliati era stata venduta nel 1587 ai padri del Terzo ordine regolare di San Francesco che la detennero fino al 1606 quando si trasferirono nel convento di Santo Spirito e Santa Maddalena. Così, il vescovo Pietro Emo decise di trasferire in questa sede il seminario nell'anno 1623.
Risale al 1709 la pressoché quasi totale riedificazione usufruendo anche dell'eredità del sacerdote don Giovan Battista Diotti che lasciò all'istituzione un'adiacente abitazione; fautore del progetto fu il vescovo Faustino Griffoni di Sant'Angelo che impiegò nell'iniziativa anche risorse proprie. 

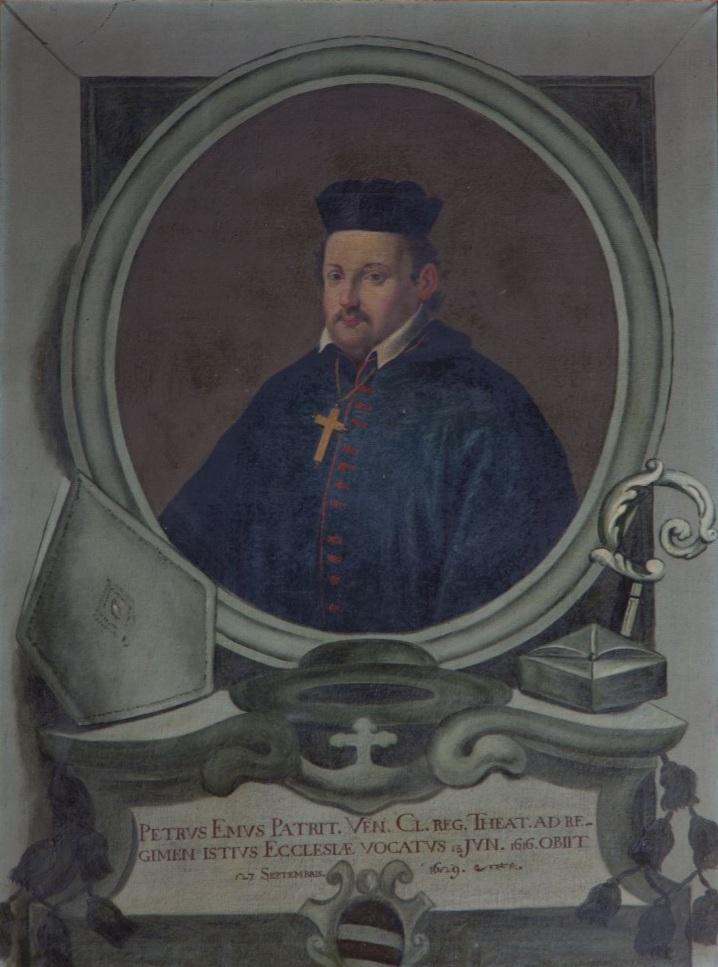
Pietro Emo, vescovo dal 1616 al 1629, istituì la seconda sede.
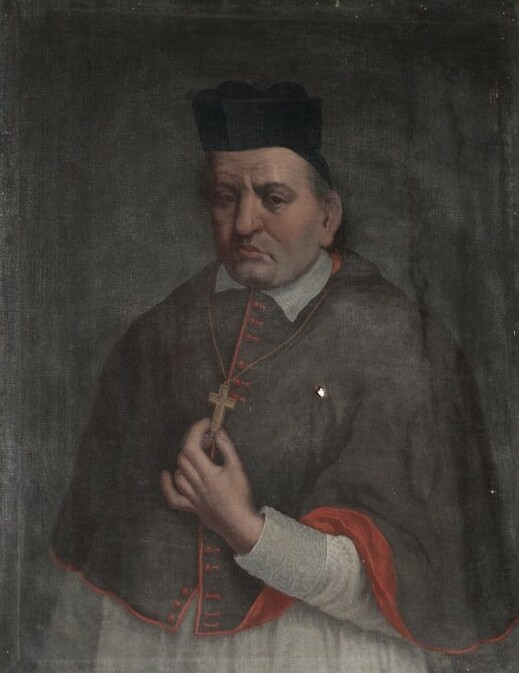
Faustino Griffoni di Sant'Angelo, vescovo dal 1702 al 1730, fece ampliare la seconda sede.

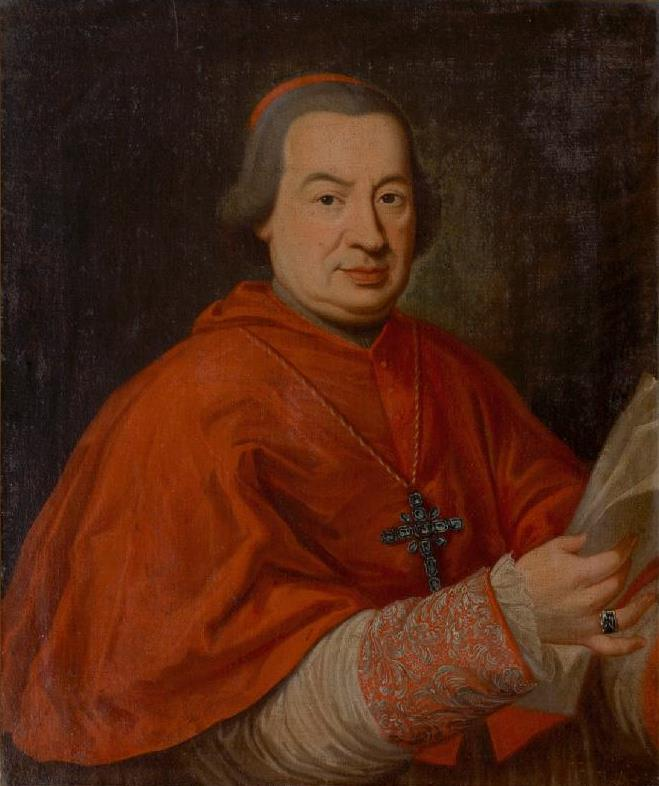
Prima di essere nominato cardinale, Lodovico Calini fu vescovo di Crema dal 1730 al 1751.

Il vescovo Lodovico Calini fece avviare un ulteriore allungamento nel 1745 ma incorse in una vicenda che partì dalle madri cappuccine a causa delle finestre che si affacciavano sul loro convento; le religiose incaricarono quale loro procuratore il conte Ernesto Griffoni di Sant'Angelo (fratello del vescovo Faustino) che portò la questione tra i Provveditori della città i quali intimarono al vescovo di intervenire sulla costruzione.
Tuttavia, di fronte a quelle che da parte del prelato vennero considerate ingiurie e calunnie monsignor Calini ricorse al Consiglio dei Dieci; il doge in persona, Pietro Grimani, inviò al Podestà Lorenzo Orio una lettera datata 8 marzo 1749 nella quale lo invitava a rivedere gli atti prodotti nei confronti del vescovo ed eliminare ogni espressione offensiva.

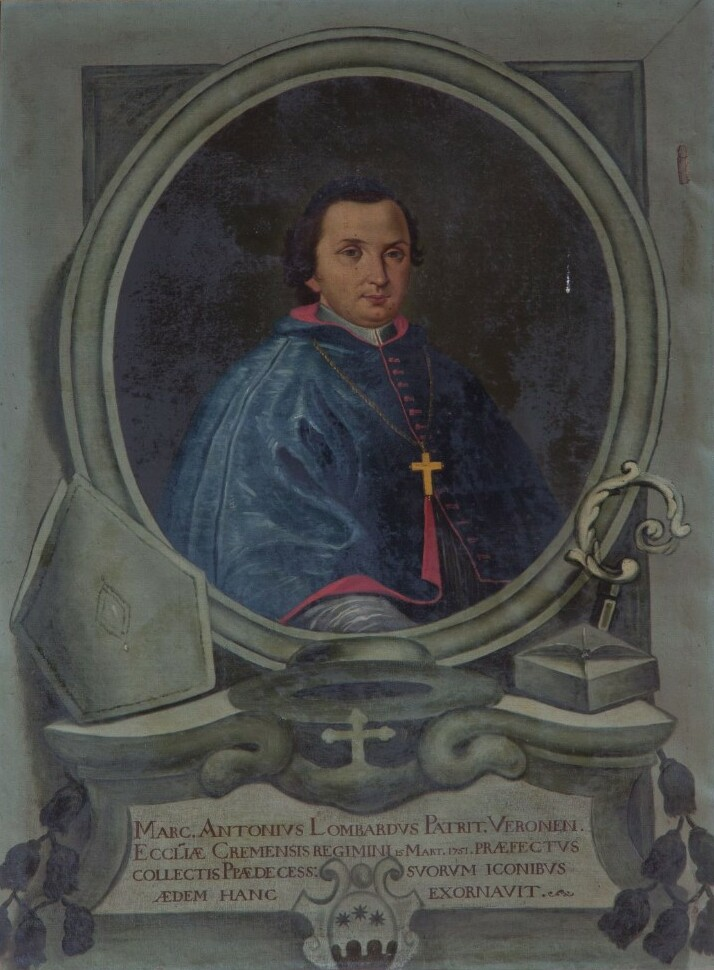
Marcantonio Lombardi, vescovo dal 1751 al 1782.

Il suo successore Marcantonio Lombardi fece ricostruire l’ala demolita ma questa volta senza opposizione alcuna da parte delle sorelle; il Lombardi, inoltre, decise di affidare l’istituzione ai Gesuiti poi licenziati dal vescovo Antonio Maria Gardini.

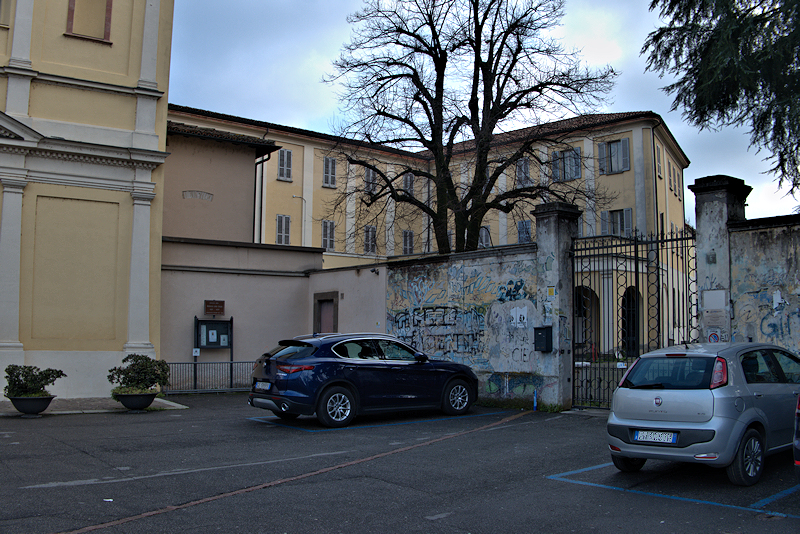
La vecchia sede.

Con l’arrivo dei francesi iniziò un periodo turbolento: nel 1797 il complesso fu confiscato ed adibito a scuole pubbliche e (nel 1801) a caserma; i seminaristi furono costretti ad adattarsi nel palazzo vescovile mentre per l'istruzione il Ministero dell'Interno autorizzò l’uso della foresteria del convento di Santa Maddalena e due stanze del convento di San Francesco; tuttavia, nel 1802 pure il vescovado venne incamerato e adibito a sede della sottoprefettura cosicché i chierici furono ospitati presso abitazioni private. Le rendite della struttura furono usate per compartecipare – assieme a quelle del Monte di Pietà – all'istituzione del pubblico Ginnasio. 

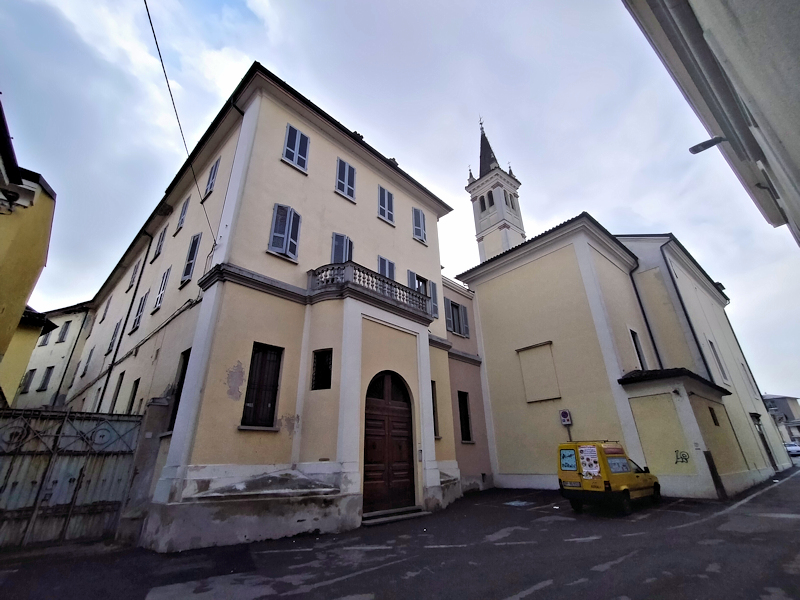
L'accesso di via Seminario, dietro il santuario della Madonna delle Grazie. Ora ospita l'Istituto di Istruzione Superiore Luca Pacioli.

Nel 1806 il seminario tornò alla diocesi quando vescovo era monsignor Tommaso Ronna che testò l'istituzione quale sua erede universale.
Nel corso del prima guerra mondiale il fabbricato fu requisito per usi militari.
Dopo il trasferimento nella nuova sede di Via Dante Alighieri avvenuta nel 1937 questo complesso venne venduto nel 1941 ai padri missionari comboniani che vi insediarono una scuola apostolica. Vi rimasero fino al 1977, quindi fu acquistato dall'amministrazione provinciale di Cremona e destinato a sede dell'istituto di istruzione superiore intitolato a Luca Pacioli.

### La terza sede

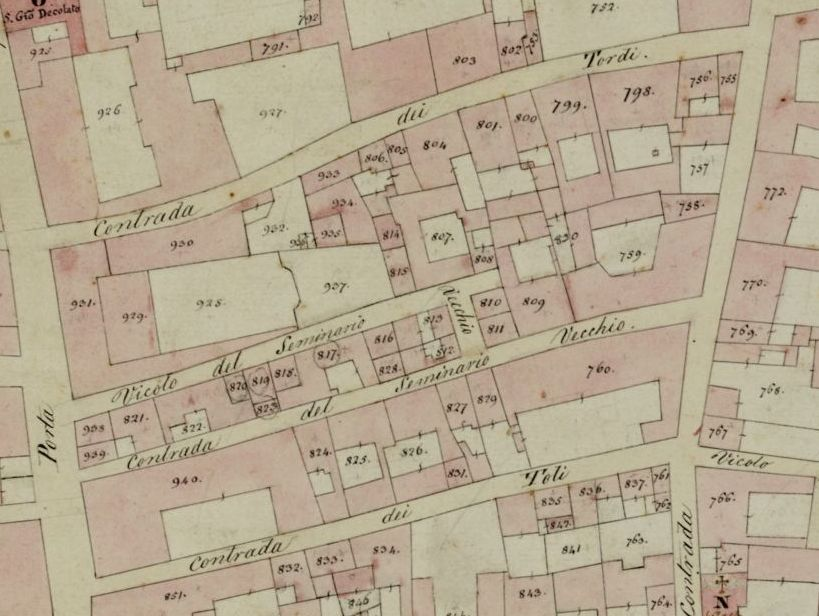
L'isolato acquistato dalla Diocesi, con la fitta parcellizzazione precedente alla costruzione dell'edificio, in una mappa della metà del XIX secolo, tra la Contrada di Porta Ripalta (via Giacomo Matteotti), la Contrada dei Tordi (via Goldaniga) e la Contrada di Sant'Agostino (via Dante Alighieri); si notino in basso a destra le denominazioni Vicolo del Seminario Vecchio e Contrada del Seminario Vecchio, con riferimento alla prima sede (1583-1623). Estratto della "Mappa originale del Comune censuario di Crema città" 1832-1852, conservata presso l'Archivio di Stato di Milano.

Con grande sforzo finanziario negli anni trenta del XX secolo si progettò e costruì il Seminario nuovo. Per l’operazione fu acquisito un intero isolato del centro cittadino compreso tra le strade ora denominate via Giacomo Matteotti, via Goldaniga, via Vincenzo Petrali e via Dante Alighieri, acquistando il palazzo Bonzi e demolendo la fatiscente casa delle Suore del Buon Pastore' ottenendo così la disposizione di un'area di 6.500 metri quadrati. 
Il progetto fu affidato all'ingegner Antonio Premoli (podestà dal 1934 al 1942) che con il geometra Eugenio Marignoni aveva aperto uno studio in via Frecavalli. Nel giorno dell'Assunta del 1934 avvenne la cerimonia della posa della prima pietra, sebbene i lavori veri e propri iniziarono nel mese di novembre e terminarono nel mese di ottobre 1936; per la costruzione fu impiegato parecchio materiale recuperato dagli abbattimenti dei precedenti edifici; la solenne benedizione avvenne il 12 novembre ad opera del cardinale Ildefonso Schuster invitato dal vescovo monsignor Francesco Maria Franco, cerimonia alla quale parteciparono anche monsignor Giovanni Cazzani (vescovo di Cremona) e monsignor Pietro Calchi Novati (vescovo di Lodi). Seguì nel mese di giugno 1937 l’inaugurazione con il cardinale Carlo Dalmazio Minoretti.

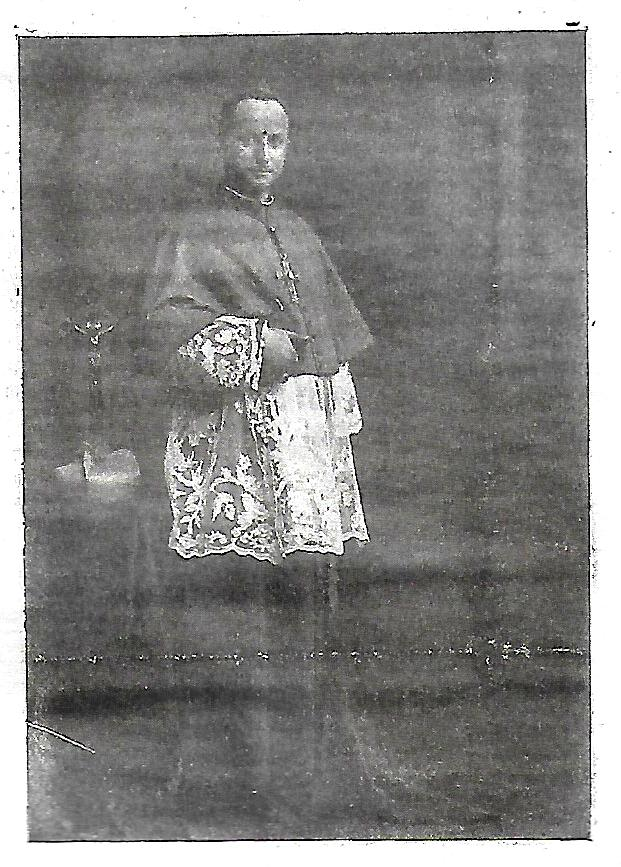
Francesco Maria Franco, vescovo dal 1933 al 1950.
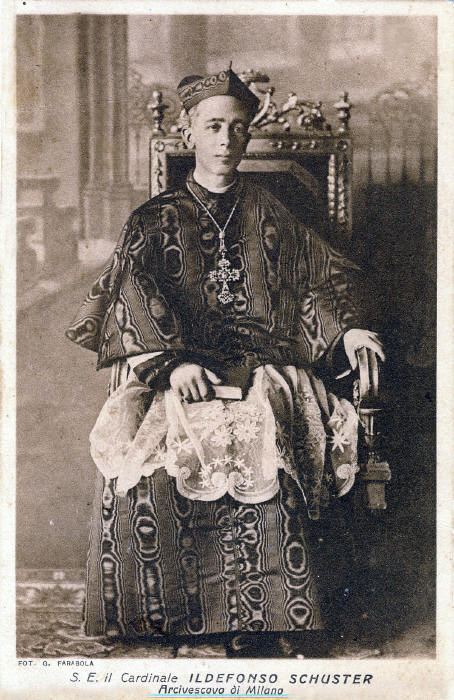
Il cardinale Alfredo Ildefonso Schuster.
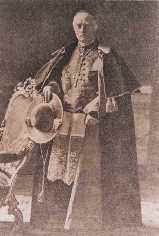
Il cardinale Carlo Dalmazio Minoretti, fu vescovo di Crema dal 1915 al 1925.

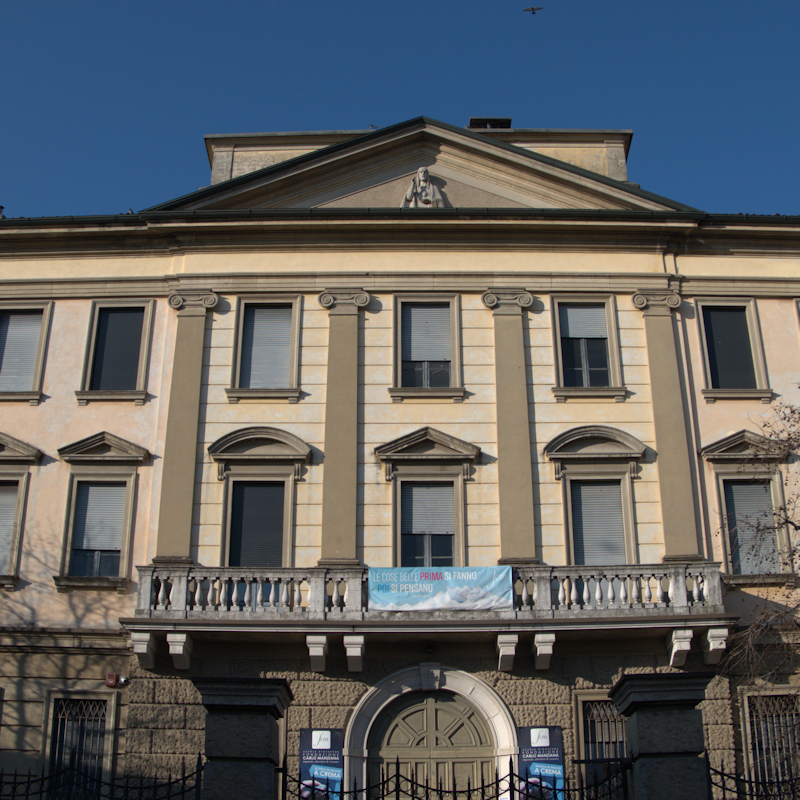
Particolare della facciata.

Per la facciata vennero scelte forme che si rifanno ai canoni rinascimentali senza alcuna influenza con le tendenze architettoniche razionaliste spinte dal regime fascista. Di ispirazione più novecentesca, invece,  è la cappella interna con soffitto a cassettoni e volta a crociera sopra l'altare, semicolonne che sostengono  la trabeazione e una loggia con funzione di matroneo sopra l'ingresso la quale si apre sull'aula attraverso ampie aperture con arco a tutto sesto. In questa loggia vi vennero collocate nel 1937 le canne dell'organo costruito dalla ditta Benzi e Franceschini e, di seguito, elettrificato dalla ditta Inzoli; la consolle è posta sul pavimento della chiesa.
Di seguito vennero programmate iniziative per ripagare i debiti contratti come la proclamazione della Giornata del Seminario da tenersi  in tutte le parrocchie con raccolta fondi dedicata allo scopo.
Durante la seconda guerra mondiale il dormitorio dell'ala prospiciente su via Petrali fu occupato dall'esercito ammassandovi letti e coperte con l'obbiettivo  di allestire un ospedale militare, che effettivamente fu approntato presso la nuova sede delle Suore del Buon Pastore ma abbandonando qui molte masserizie; nel 1944 fu ulteriormente requisito il dormitorio centrale ricavarvi il luogo ove ospitare alcuni sfollati provenienti da Montecassino mentre i seminaristi si adattarono come poterono nell'unico dormitorio rimasto disponibile; a palazzo Bonzi fu realizzata la cucina tenuta dal corpo delle crocerossine. 
Dopo i bombardamenti dell'autunno 1944, constatando che il seminario era privo di imposte e quindi non del tutto oscurabile, monsignor Franco decise di allontanare i chierici; gli studenti di teologia vennero ospitati nell'oratorio di Chieve mentre a Casaletto Ceredano furono dirottati quelli delle prime classi; l’intero edificio, venne così militarizzato e sul tetto fu predisposta una postazione di avvistamento antiaerea.
Restituito alla diocesi, i seminaristi ritornarono a frequentare il loro ciclo di studi organizzato in due ordini, scuole medie e liceo classico, con una percentuale tra il 25 e il 35 percento di studenti che proseguivano i corsi teologali per essere consacrati sacerdoti. Sebbene negli anni 1957-1958 vi erano 78 frequentanti,  monsignor Placido Maria Cambiaghi nella lettera della Quaresima 1959 lanciava i primi allarmi per la carenza di vocazioni.

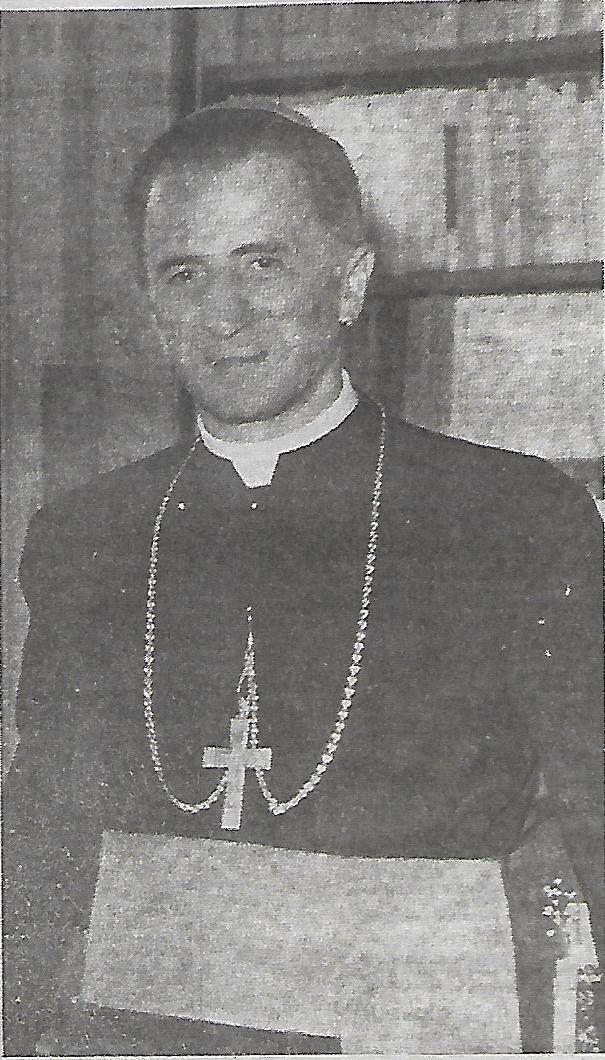
Il cardinale Marco Cé, fu rettore del seminario dal 1959 al 1970.

Verso la metà degli anni sessanta i seminaristi erano 89, dei quali giungevano al sacerdozio in una percentuale pari al 42 percento, molto superiore alla media nazionale del 10-15 percento. Rettore dal 1957 al 1970 fu il sacerdote Marco Cé, futuro vescovo ausiliare di Bologna (1970) quindi patriarca (1978) e cardinale (1979) di Venezia. Sotto la sua guida il seminario fu riformato anticipando alcune delle linee poi introdotte dal Concilio ecumenico Vaticano II; fino alla fine degli anni cinquanta entrare in seminario significava accettarne le sue severe regole, in particolare l'osservanza dell'obbedienza assoluta in una comunità chiusa, rigida e claustrale; particolare preoccupazione da parte dei rettori erano i periodi di vacanza per cui si suggeriva caldamente di non frequentare il cinema, non guardare la televisione, non ascoltare la radio e neppure era consentito leggere giornali; massima attenzione e prudenza dovevano essere tenute nei rapporti interpersonali e durante la pratica dell'igiene personale. Monsignor Cé in piena sintonia con il vescovo Carlo Manziana introdusse una vita seminarile meno monastica, che non prevedeva il rinnegamento della personalità e molto più aperta al dialogo; anche la struttura stessa fu modificata rendendola più accogliente, ad esempio abolendo i dormitori in favore di stanze individuali.; i sacerdoti fuoriusciti in quegli anni risultarono più preparati all'applicazione dei nuovi dettami conciliari senza le difficoltà (se non, in qualche caso, gli ostracismi) dei prelati più anziani. Pur tuttavia, il numero di seminaristi nel 1971 era sceso a 65.
Il progressivo calo di frequenze proseguì per tutto il resto del XX secolo, tanto che il neo-eletto vescovo (1996) monsignor Angelo Paravisi iniziò a mettere in discussione la funzione dell'edificio ormai sovradimensionato e portò  avanti il progetto di una struttura più adatta nella frazione Vergonzana inaugurata nel 2002.
Nel frattempo, il 23 dicembre 2000, veniva costituita la Fondazione Carlo Manziana a cui passò la gestione della scuola secondaria di primo grado e del liceo Dante Alighieri, oltre che le scuole dell'infanzia Paola Di Rosa e Canossa, le scuole primarie Ancelle della Carità, Canossa e Pia Casa della provvidenza, ottenendo lo scopo di offrire un intero ciclo di studi pubblico paritario non statale dall'infanzia alla maturità. La costruzione veniva destinata, quindi, all'esclusivo uso scolastico.

### La quarta sede

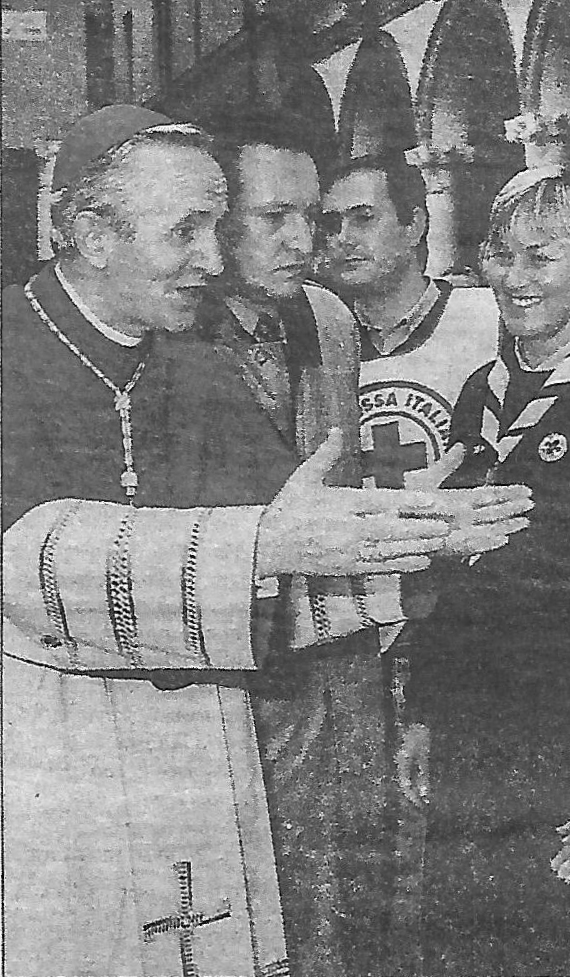
Monsignor Angelo Paravisi, vescovo di Crema dal 1996 al 2004.

Intervenire sul rilancio delle vocazioni fu una tra la prime iniziative intraprese del vescovo Angelo Paravisi che, allo scopo di applicare nuove esigenze educative, fu il propugnatore per la costruzione di un nuovo seminario. Nel 1999 venne acquistato nella frazione Vergonzana un cascinale a corte la cui parziale ricostruzione e adattamento prese il via con la cerimonia simbolica della posa della prima pietra l'8 dicembre 2000. 
Il progetto redatto dall’architetto Claudio Bettinelli si rifaceva al mantenimento della forma della cascina a corte ricavandovi le abitazioni, tredici alloggi, una sala riunioni, dormitori, box auto, cucina e grande sala da pranzo.
In un vecchio fienile fu allestita la cappella con altare in travertino grezzo e sedute collocate a semicerchio; sulla parete dietro l’altare venne ricavato un rosone con un disegno raffigurante Gesù che dona l’Eucarestia agli Apostoli di Eugenio Cerioli. A lato dell’altare venne collocata una croce astile realizzata da Mario Toffetti.
I lavori terminarono nel 2002 e per l'inaugurazione furono organizzate iniziative durate alcuni giorni, dal 24 al 27 settembre. La benedizione di domenica 27 fu presieduta dal cardinale Marco Cé; presenti, oltre al vescovo Paravisi, anche il vescovo emerito Libero Tresoldi e il vescovo Franco Croci (Segretario della Prefettura degli Affari Economici della Santa Sede); l’infrastruttura fu intitolata a papa Giovanni XXIII, conterraneo di Paravisi.

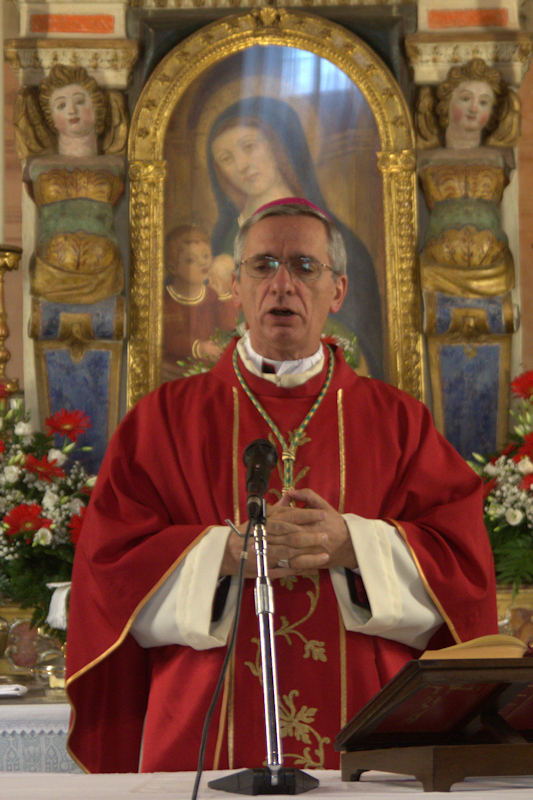
Monsignor Daniele Gianotti, vescovo di Crema dal 2017.

In quell’anno frequentavano la struttura 26 ragazzi e adolescenti: 13 erano iscritti alla scuola secondaria di primo grado, 9 alla scuola secondaria di secondo grado ed erano presenti a Vergonzana parzialmente uno o due giorni la settimana; quattro giovani studenti di teologia, invece, vi risiedevano stabilmente.
Nel corso degli anni i partecipanti agli studi teologici diminuirono ulteriormente; agli inizi del 2017 erano sei ma con le consacrazioni sacerdotali del mese di giugno si ridussero a tre. Se il vescovo Oscar Cantoni durante un Consiglio del 2016 già prospettava scelte diverse, il suo successore Daniele Gianotti si consultò con i vescovi di Vigevano e di Lodi affinché gli studi dei seminaristi dall'anno 2017-2018 proseguissero nella città abduana.
Il 29 gennaio 2018 papa Francesco promulgava la Costituzione apostolica Veritatis gaudium con la quale veniva introdotta una riforma della formazione teologica; la sua applicazione dall’anno 2023 previde la frequenza di un numero minimo di 25 studenti ed un adeguato numero di docenti per cui le diocesi di Crema, Pavia, Vigevano e Lodi decisero di confluire – del tutto o in parte – nel seminario vescovile di Bergamo. Permane la figura del rettore.
Per quanto riguarda il complesso di Vergonzana, nel 2018 fu affittato ad una comunità educativa finalizzata al recupero di minori in condizioni di disagio sociale e familiare.